# Calasca-Castiglione
Calasca-Castiglione là một đô thị ở tỉnh Verbano-Cusio-Ossola trong vùng Piedmont, có cự ly khoảng 120 km về phía đông bắc của Torino và khoảng 35 km về phía tây bắc của Verbania. Tại thời điểm ngày 31 tháng 12 năm 2004, đô thị này có dân số 741 người và diện tích là 57,5 km².
Đô thị Calasca-Castiglione có các frazioni (đơn vị cấp dưới, chủ yếu là các làng) Barzona, Calasca dentro, Pianezzo, Antrogna, Duiamen, Molini, Gurva, Boretta, Vigino, Porcareccia, Pecciola, Selvavecchia, Castiglione d'Ossola, Colombetti, và Meggianella.
Calasca-Castiglione giáp các đô thị: Antrona Schieranco, Bannio Anzino, Pallanzeno, Piedimulera, Pieve Vergonte, Rimella, Seppiana, Valstrona, Vanzone con San Carlo, Viganella.